# کرویاچوو
کرویاچوو (به بلغاری: Kroyachevo) روستایی در بلغارستان است که در شهرستان آردینو واقع شده‌است. کرویاچوو ۵٫۱۸۳ کیلومتر مربع مساحت و ۱۰۴ نفر جمعیت دارد.